# Justin de Marseille
Justin de Marseille is een Franse misdaadfilm uit 1935 onder regie van Maurice Tourneur.

## Verhaal
Justin staat aan het hoofd van een bende opiumhandelaars in Marseille. Hij wordt alom gewaardeerd, omdat hij de zwakkeren in bescherming neemt. Wanneer zijn rivaal Esposito een lading opium steelt, ontstaat er een bendeoorlog.

## Rolverdeling
| Acteur             | Personage         |
| ------------------ | ----------------- |
| Antonin Berval     | Justin            |
| Pierre Larquey     | Le Bègue          |
| Alexandre Rignault | Esposito          |
| Ghislaine Bru      | Totone            |
| Line Noro          | La Rougeole       |
| Paul Ollivier      | Achille           |
| Raymond Aimos      | Le Fada           |
| Armand Larcher     | Silvio            |
| Paul Amiot         | Onderdirecteur    |
| Duluard            | Pantalon          |
| Marcel Raine       | Brutus            |
| Paul Grail         | Félicien          |
| Milly Mathis       | Mevrouw Trompette |
| Marthe Mellot      | Moeder van Justin |
| Renée Dennsy       | Ninette           |
| Marguerite Chabert | Mevrouw Olympe    |
| Tino Rossi         | Zanger            |